# Chtelnica
Chtelnica je naseljeno mjesto u okrugu Piešťany u Trnavskom kraju u Slovačkoj.

## Stanovništvo
| Godina:     | 1993. | 2003.   | 2013.   | 2023.   |
| ----------- | ----- | ------- | ------- | ------- |
| Broj ljudi: | 2520  | 2532    | 2569    | 2529    |
| Razlika:    |       | +0,47 % | +1,46 % | -1,55 % |

| Godina:     | 2022. | 2023.   |
| ----------- | ----- | ------- |
| Broj ljudi: | 2533  | 2529    |
| Razlika:    |       | -0,15 % |

Prema podacima o broju stanovnika iz 2023. godine naselje je imalo 2529 stanovnika.

## Vanjske poveznice
|  | Zajednički poslužitelj ima još gradiva o temi Chtelnica |

- Službena stranica naselja (sl.)